# پاسی راسیموس
پاسی راسیموس (فنلاندی: Pasi Rasimus؛ زادهٔ ۶ مارس ۱۹۶۲) بازیکن فوتبال اهل فنلاند بود.
از باشگاه‌هایی که در آن بازی کرده‌است می‌توان به باشگاه فوتبال تورون پالوسئورا و باشگاه فوتبال لیلستروم اشاره کرد.
وی همچنین در تیم ملی فوتبال فنلاند بازی کرده‌است.